# Holoptygma sarahpelzae
Holoptygma sarahpelzae es una especie de polilla de la familia Tortricidae. Se encuentra en Ecuador.